# 山下彰一 (日本画家)
山下 彰一（やました しょういち、1951年7月13日 - 2011年6月16日）は兵庫県生れの日本画家。

## 略歴
1951年兵庫県に生まれる。1975年に武蔵野美術大学造形学部を卒業。1979年に日展初入選、1980年に日春展初入選、1988年・1993年に日春展日春賞、1990年・1994年に日春展奨励賞、1991年・1995年に日展特選、1992年・1996年に現代美術展出品。日展会友。日春展会員。2011年、特発性間質性肺炎のため死去。